# Nie ma lekko (serial telewizyjny 2016)
Nie ma lekko (ang. American Housewife) – amerykański serial telewizyjny (komedia) wyprodukowany przez Kapital Entertainment oraz ABC Studios. Twórcą serialu jest Sarah Dunn. American Housewife jest emitowany od 11 października 2016 roku przez ABC.

5 listopada 2016 roku, stacja ABC zamówiła pełny pierwszy sezon serialu.
W Polsce serial jest emitowany od 23 kwietnia 2017 roku przez Fox Comedy.
Serial został anulowany po 5 sezonach

## Fabuła
Serial skupia się na życiu i pracy przeciętnej pani domu, która chce jak najlepiej dla swojej rodziny.

## Obsada
- Katy Mixon jako Katie Otto[5]
- Diedrich Bader jako Greg Otto[6]
- Ali Wong jako Doris[7]
- Carly Hughes jako Angela[8]
- Daniel DiMaggio jako Harrison Otto
- Meg Donnelly jako Taylor Otto
- Julia Butters jako Anna-Kat Otto

## Odcinki
| Sezon | Odcinki | Oryginalna emisja w ABC | Oryginalna emisja w ABC | Oryginalna emisja w Fox Comedy | Oryginalna emisja w Fox Comedy | Oryginalna emisja w Fox Comedy |
| Sezon | Odcinki | Premiera sezonu         | Finał sezonu            | Premiera sezonu                | Finał sezonu                   |                                |
| ----- | ------- | ----------------------- | ----------------------- | ------------------------------ | ------------------------------ | ------------------------------ |
| 1     | 23      | 11 października 2016    | 16 maja 2017            | 23 kwietnia 2017               | 2 lipca 2017                   |                                |
| 2     | 24      | 27 września 2017        | 16 maja 2018            | 29 kwietnia 2018               | 8 lipca 2018                   |                                |
| 3     | 23      | 26 września 2018        | 21 maja 2019            | 23 czerwca 2019                | 8 września 2019                |                                |
| 4     | 20      | 27 września 2019        | 13 maja 2020            | —                              | —                              |                                |

## Produkcja
- 29 stycznia 2016 roku stacja ABC zamówiła pilotażowy odcinek serialu[18]
- W lutym 2016 roku ogłoszono, że główną rolę kobiecą zagra Katy Mixon[5].
- W marcu 2016 roku Carly Hughes, Ali Wong i Diedrich Bader dołączyli do obsady[7][6][8].
- 13 maja 2016 roku stacja ABC zamówiła pierwszy sezon serialu na sezon telewizyjny 2016/17[19][20].
- 12 maja 2017 roku, stacja ABC ogłosiła zamówienie drugiego sezonu[21].
- 12 maja 2018 roku, stacja ABC ogłosiła przedłużenie serialu o trzeci sezon[22]
- 11 maja 2019 roku, stacja  ABC ogłosiła zamówienie czwartego sezonu[23].
- 21 maja 2020 roku, stacja ABC potwierdziła produkcję piątego sezonu[24].